# روز استقلال افغانستان
روز استقلال افغانستان یا روز پیروزی افغانستان در افغانستان در ۲۸ مرداد به مناسبت قرارداد ۱۹۱۹ افغانستان-بریتانیا جشن گرفته می‌شود. این قرار داد منجر به روابطی بدون درگیر بین افغانستان و بریتانیا شد. پس از به قدرت رسیدن محمدیعقوب خان و امضای معاهده گندمک این کشور تحت الحمایه بریتانیا شد. روسیه و ترکیه از اولین کشورهایی بودند که استقلال افغانستان را به رسمیت شناختند.

## نگارخانه

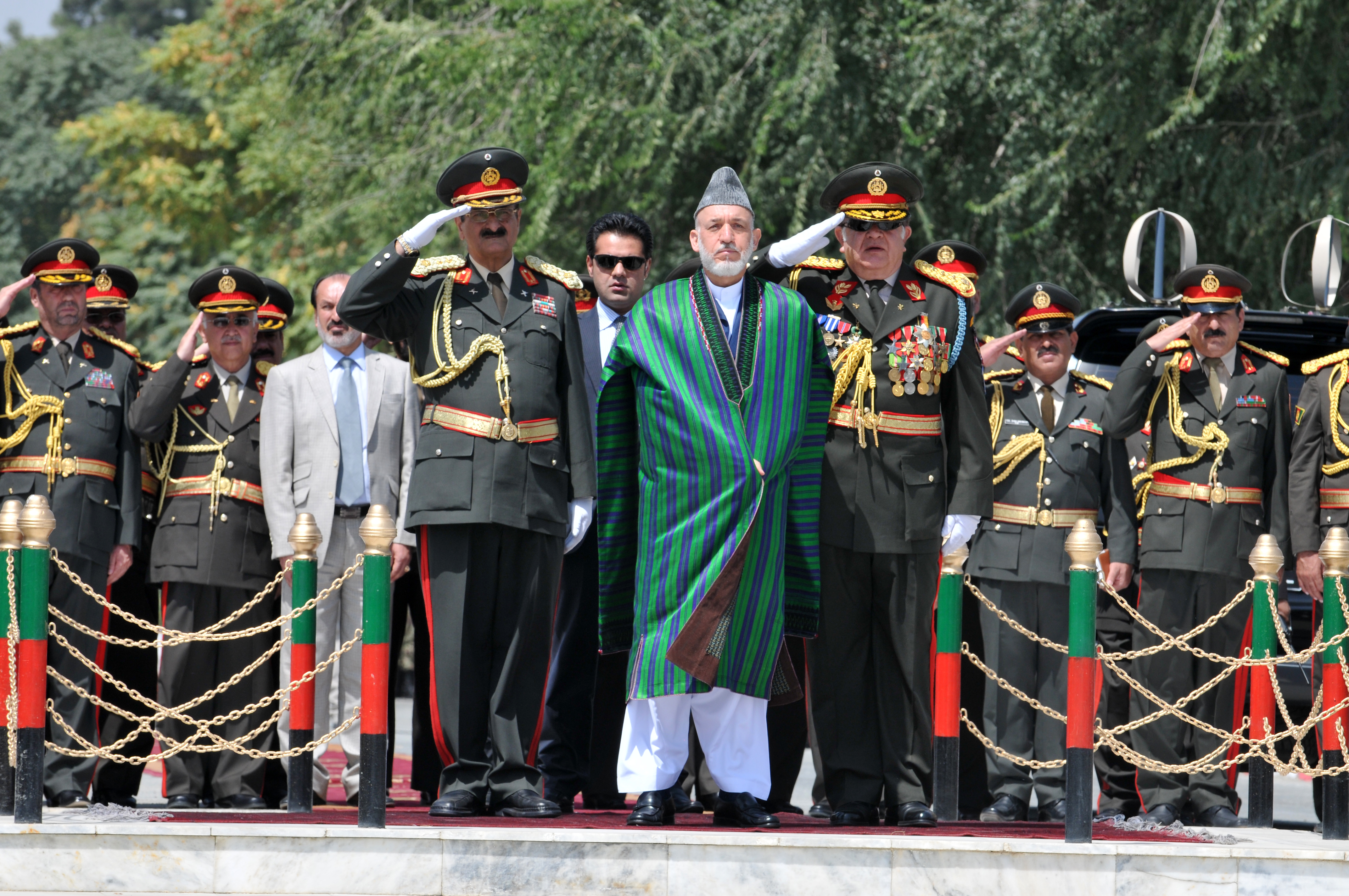
۲۰۱۱
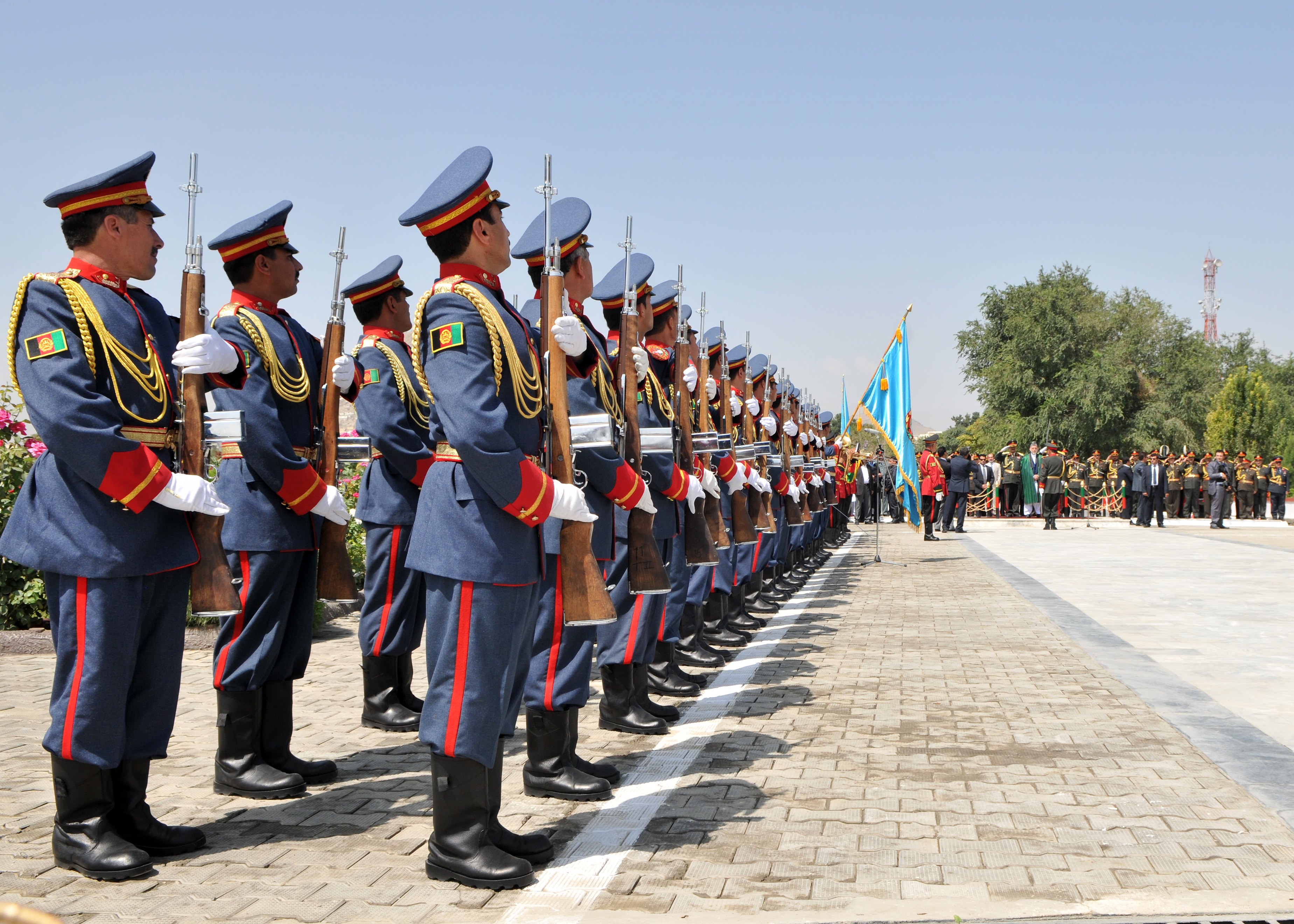
۲۰۱۱
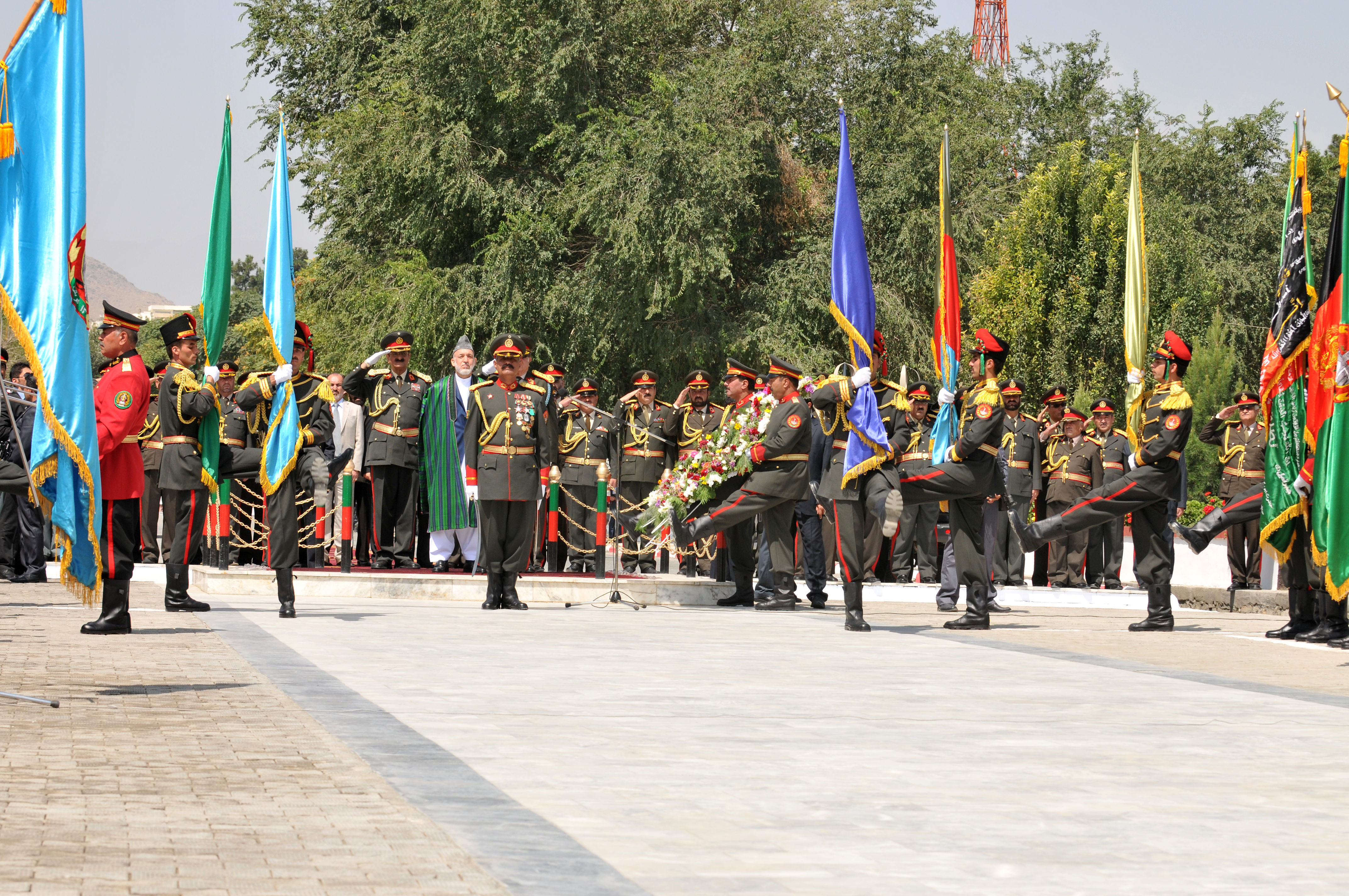
۲۰۱۱